# Финни, Гарольд Томас
Гарольд Томас Финни II (4 мая 1956 — 28 августа 2014) — американский программист. Был вторым разработчиком для PGP Corporation, нанятым Филом Циммерманом. В начале своей карьеры он работал в качестве ведущего разработчика для нескольких консольных игр. Он также был одним из первых пользователей Биткойна и получил первую транзакцию Биткойна в количестве 10 монет от создателя проекта Сатоси Накамото. По одной из версий он и есть Сатоси Накамото.
В его честь названа дробная часть 1/1000 (finney) криптовалюты «Эфир» в сети Ethereum.

## Молодость и образование
Финни родился в Коалинге, Калифорния, в 1956. Учился в Калифорнийском технологическом институте, получив в 1981 году степень бакалавра в области машиностроения.

## Карьера

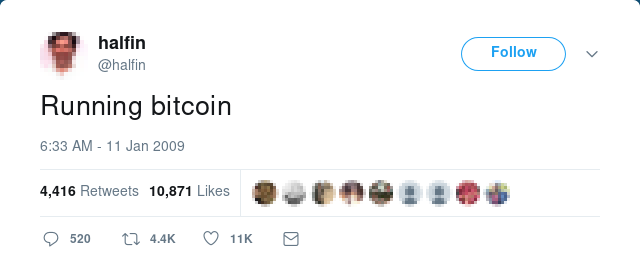
Первый в истории твит о биткоине, опубликованный Хэлом Финни 11 января 2009 года

После окончания Калифорнийского технологического института, Финни работал на компанию компьютерных игр, которая разработала такие игры, как Adventures of Tron, Armor Ambush, Astroblast и Attack Space. Позже перешёл на работу в PGP Corporation, с которыми оставался до своего выхода на пенсию в 2011 году.
Финни был известным активистом криптографии. В начале 1990-х годов, в дополнение к регулярной рассылке сообщений шифропанкам используя Listserv, Финни написал востребованный код, интегрировав инструменты шифрования в специальное бесплатное программное обеспечение для рассылки электронной почты — ремейлеры. Дальнейшая криптографическая деятельность включала проведение успешного конкурса, чтобы взломать шифрование экспортного класса, используемое в Netscape.
В 2004 году Финни написал первый алгоритм «Многоразового доказательства выполнения работы» до создания Bitcoin. В январе 2009 года Финни стал первым получателем транзакции в сети Bitcoin.

## Личная жизнь, болезнь
В октябре 2009 Финни поместил заметку в блоге LessWrong, где сообщил, что в августе текущего года ему диагностировали боковой амиотрофический склероз (БАС). До своей болезни Финни был активным бегуном в полумарафонах. Хэл Финни и его жена Фрэн собирали деньги для исследования БАС при поддержке международного марафона, проходящего в Санта-Барбаре.
За последний год жизни Финни с женой получили анонимные звонки, в которых им угрожали раскрытием конфиденциальной информации и требовали за молчание 1000 биткойнов. Они стали жертвами «сватинга» — мистификации, «где преступник звонит в экстренную службу, используя поддельный телефонный номер, и делает вид, что совершил тяжкое преступление в надежде спровоцировать вооруженную реакцию полиции по дому жертвы».

## Смерть
Хэл Финни умер в Финиксе 28 августа 2014 и был крионирован Фондом Extension Alcor Life.